# Uragan Dorian
Uragan Dorian bio je izuzetno moćan i razarajući atlantski uragan 5. kategorije, koji je postao najintenzivnija zabilježena tropska ciklona koja je pogodila Bahame, a smatra se najgorom prirodnom katastrofom u povijesti zemlje. To je ujedno bio jedan od najmoćnijih uragana zabilježenih u Atlantskom oceanu u smislu trajanja vjetrova u trajanju od jedne minute, s tim da su ovi vjetrovi dosegli maksimum od 295 km/h). Osim toga, Dorian je nadmašio uragan Irmu iz 2017. godine i postao najmoćniji atlantski uragan zabilježen izvan Karipskog mora. Bila je to četvrta imenovana oluja, drugi uragan, prvi veliki uragan i prvi uragan 5. kategorije u sezoni atlantskih uragana 2019. Dorian je u rujnu udario na otoke Abaco s maksimalnom brzinom vjetra od 295 km/h), izjednačujući se s uraganom Praznik rada iz 1935. za najveće brzine vjetra atlantskog uragana ikad zabilježene na kopnu. Dorian je pogodio otok Grand Bahama sličnim intenzitetom, zaustavljajući se sjeverno od teritorija s neumoljivim vjetrovima najmanje 24 sata. Rezultirajuća šteta na tim otocima bila je katastrofalna; većina je građevina sravnjena ili odnesena u more, a najmanje 70 000 ljudi ostalo je bez domova. Nakon što je opustošio Bahame, Dorian je nastavio obalama jugoistočnih Sjedinjenih Država i Atlantske Kanade, ostavljajući za sobom značajnu štetu i ekonomske gubitke u tim regijama.
Dorian se razvio iz tropskog vala 24. kolovoza iznad Srednjeg Atlantika. Oluja se preselila preko Malih Antilia i 28. kolovoza postala orkan sjeverno od Velikih Antila. Dorian se nastavio brzo pojačavati tijekom sljedećih dana da bi dosegao vrhunac kao uragan 5. kategorije s jednominutnim trajnim vjetrovima od 295 km/h) i minimalnim središnjim tlakom od 910 millibara (26.87 inHg) do 1. rujna. Obrušio se na Bahame u Elbow Cayu, istočno od otoka Abaco, i opet na Grand Bahamu nekoliko sati kasnije, gdje je ostao gotovo miran sljedeći dan ili tako nekako. Nakon što je znatno oslabio, Dorian se 3. rujna počeo kretati prema sjeverozapadu, paralelno s istočnom obalom Floride. Sve manje snage, uragan se sutradan okrenuo prema sjeveroistoku i pogodio rt Hatteras 6. rujna kada je bio 2. kategorije. Prešao je u ekstropropičnu ciklonu prije nego što je u rujnu udario orkanskim vjetrovima najprije Novu Škotsku, a zatim i Newfoundland. Napokon se 10. rujna raspršio u blizini Grenlanda.
Od kolovoza 26. do kolovoza 28. oluja je zahvatila nekoliko dijelova najsjevernijeg Malog Antila. Štetni vjetrovi prvenstveno su zahvatili Djevičanske otoke gdje su udari dosezali 179 km/h. Poduzete su opsežne mjere predostrožnosti radi ublažavanja štete, posebno u Portoriku, gdje je jedna osoba umrla. Drugdje na Malim Antilima utjecaji oluje bili su relativno mali. Kao pripremu za oluju, države Florida, Georgia, Južna Karolina, Sjeverna Karolina i Virginia proglasile su izvanredno stanje, a mnogi obalni okruzi od Floride do Sjeverne Karoline izdale su obvezne naredbe za evakuaciju. Šteta na Bahamima bila je katastrofalna zbog dugotrajnih i intenzivnih olujnih uvjeta, uključujući obilne kiše, jake vjetrove i olujne udare, s tisućama uništenih domova i zabilježenim najmanje 77 izravnih smrtnih slučajeva, od kojih se 74 dogodilo na Bahamima. Pravi broj poginulih nije poznat, a od travnja 2020. još uvijek se 245 osoba vodi kao nestalim. Dorian je najskuplja katastrofa u bahamskoj povijesti, za koju se procjenjuje da je iza sebe ostavio 3,4 milijardi dolara štete.

## Meteorološka povijest
Dne 19. kolovoza 2019., Nacionalni centar za uragane (NHC) identificirao je tropski val - minimum niskog tlaka zraka - unutar monsunskog minimuma iznad Gvineje i Senegala u zapadnoj Africi. Konvektivne aktivnosti povezane s valom bile su ograničene obiljem saharske prašine u regiji. Šireći se zapadom preko tropskog Atlantskog oceana, sustav je nekoliko dana ostao neorganiziran. 23. kolovoza određeno područje niskog tlaka konsolidirano na površini i povećana olujna aktivnost. Sustav je stekao dovoljno organizirane konvekcije da bi se mogao klasificirati kao "Tropska depresija 5" u 15:00 UTC, 24. kolovoza. U to se vrijeme sustav nalazio 1.300 km ijugoistočno od Barbadosa. Duboki greben prenosio je nastavak kretanja depresije prema zapadu, usmjeravajući je prema Malim Antilima. Mala ciklona, ubrzo je razvila definiranu unutarnju jezgru s 18 km širokim okom. To je obilježilo intenziviranje sustava u tropsku oluju, a tada mu je NHC dodijelio ime Dorian. Nakon toga, umjereno smicanje vjetra i okolni suhi zrak ograničili su daljnju organizaciju.  Kišni pojasevi postupno su se omotali oko Doriana 25. – 26. kolovoza, iako je konvekcija i dalje nestalna. Dorian se nastavio kretati prema zapadu i u 01:00 UTC 27. kolovoza pogodio je Barbados, donoseći tropske olujne vjetrove i jaku kišu. Zatim se počeo kretati prema sjeverozapadu prema Svetoj Luciji. Istog dana u 11:00 UTC, Dorian je pogodio Svetu Luciju kao tropska oluja prije nego što je ušao u Karipsko more. Oluja se zatim premjestila sjevernije, zapadno od Martinika, što je uzrokovalo i otok na vjetrovima tropske oluje. Bilo je predviđeno da će Dorian krenuti na sjeverozapad i proći preko ili blizu Dominikanske Republike ili Portorika, vjerojatno dopuštajući njihovom planinskom terenu da oslabi tropsku oluju. U to se vrijeme očekivalo da će suhi zrak i smicanje vjetra spriječiti Doriana u postizanju statusa uragana - iako jedva. Međutim, Dorian je krenuo sjevernijom stazom nego što se očekivalo, prouzrokujući da prođe istočno od Portorika i pogodi američke Djevičanske otoke. Dne 28. kolovoza Dorian je postao uragan 1. kategorije kad se približavao američkim Djevičanskim otocima, gdje su zabilježeni orkanski vjetrovi; tog dana u 15:30 UTC, Dorian je postao uragan i pogodio Saint Croix, a nekoliko sati kasnije, u 18:00 UTC, Dorian je pogodio Saint Thomas s nešto većim intenzitetom. Međutim, mala veličina uragana spriječila je kopno Portorika da doživi orkanske ili tropske olujne vjetrove, iako to nije bio slučaj za Španjolske Djevičanske otoke.
Jednom kad se sustav pomaknuo prema sjeveru, oluja je ušla u povoljnije okruženje. Sljedećeg dana sustav se počeo naglo intenzivirati, dostigavši status 2. kategorije početkom 30. kolovoza. Nastavilo se brzo pojačavanje, a oluja je na kraju dostigla status velikog uragana nekoliko sati kasnije, istog dana. Ovaj trend jačanja zaustavio se do kraja dana, ali ubrzo je nastavljen. Sustav se nastavio jačati, a 31. kolovoza Dorian je postigao status velikog uragana 4. kategorije. Dorian je sljedećeg dana dostigao intenzitet 5. kategorije Ujutro 1. rujna, sonda koju je pustio zrakoplov NOAA-e izmjerila je nalet vjetra od 176 čvorova 326 km/h na površini. Uz jednominutni trajni vjetar od 285 km/h i minimalnim tlakom od 913 mbar (27,0 inHg), NHC je primijetio da je Dorian najjači uragan u modernim zapisima koji je pogodio sjeverozapadne Bahame.
U 16:40 UTC 1. rujna, Dorian je pogodio otok Great Abaco na Bahamima, s jednominutnim vjetrom od 298 km/h, udari vjetra preko 355 km/h), a središnji zračni tlak od 910 millibara (27 inHg), dok je Dorian dosegnuo vrhunac intenziteta tijekom dolaska na obalu kopna. Lovac na oluje Josh Morgerman je zabilježio pritisak od 913.4 mbar (26,97 inHg) u Marsh Harboru. Dorianova brzina prema naprijed smanjila se otprilike u to vrijeme, usporivši prema zapadu na brzinu od 8,0 km/h). U 02:00 UTC 2. rujna, Dorian je pogodio otok Grand Bahama približno istim intenzitetom, s istom trajnom brzinom vjetra. Šteta je ista kao da je preko otoka sporo prolazio tornado kategorije EF-3 ili EF-4 širine tridesetak kilometara. Uz razoran vjetar, prolaz uragana je praćen i poplavama koje je donio olujni uspor visine i do 6 metara. Satelitske procjene govore da je palo više od 750 litara kiše. Nakon toga, Dorian se usporio na samo 1 čvor (1.9 km/h). Kasnije tog dana, Dorian je zastao sjeverno od Grand Bahame. Otprilike u isto vrijeme, kombinacija ciklusa zamjene očnog zida i uzdizanja hladne vode dovela je do toga da je Dorian počeo slabiti, a Dorian je u 15:00 UTC pao na status 4. kategorije. Zbog odsustva upravljačkih struja, Dorian je zastao sjeverno od Grand Bahame oko jedan dan. Dorian je potom 3. rujna oslabio na oluju 2. kategorije, prije nego što se počeo kretati prema sjeverozapadu u 15:00 UTC, paralelno s istočnom obalom Floride, s Dorianovim vjetrovnim poljem koje se za to vrijeme širilo.
Dok se kretao sjeverozapadno, Dorian se postupno reorganizirao. U 06:00 UTC 5. rujna, Dorian se prebacio preko toplih voda Golfske struje i dovršio ciklus zamjene očnih zidova, ponovno postao uragan 3. kategorije kad je bio blizu obale Južne Karoline. Međutim, nekoliko sati kasnije, Dorian je naišao na snažne smicanje vjetra, zbog čega je oluja početkom 6. rujna oslabila na uragan 2. kategorije. Zatim, u 12:35 UTC tog dana, Dorian je pogodio Cape Hatteras u Sjevernoj Karolini kao uragan 2. kategorije s 1-minutnim održivim vjetrom od 160 km/h i minimalnim središnjim tlakom od 956 mb (28.2 inHg). Nakon toga, Dorian je počeo prelaziti u ekstropropičnu ciklonu, jer se brzo kretao prema sjeveroistoku, završavajući svoj prijelaz 7. rujna. Oluja je zadržala svoj intenzitet, zahvaljujući barokliničkim procesima, generirajući vjetrove ekvivalentne uraganima 2. kategorije. Nekoliko sati kasnije, u 7:05 popodne AST 7. rujna (23. rujna po UTC UTC 7. rujna), Dorian je pogodio Sambro Creek u Novoj Škotskoj kao ekstratropska oluja koja je ekvivalentna uraganu 1. kategorije, prije nego što je nekoliko sati kasnije pogodio sjeverni dio Newfoundlanda. Do 11:00 sati popodne AST 8. rujna (9. rujna, 03:00 UTC), Dorian se premjestio u Labradorsko more, 375 milja od obale, krećući se sjeveroistočno brzinom od 39 km/h, s brzinom vjetra od 97 km/h, održavajući vjetrove jačine tropske oluje. Kako Dorian u to vrijeme više nije predstavljao prijetnju za atlantsku Kanadu, NHC je izdao posljednje savjete o oluji. 10. rujna Dorianov se ekstropropski ostatak razišao blizu obala južnog Grenlanda.

## Kontroverze
1. rujna predsjednik Donald Trump tweetao je kako će više država, uključujući Alabamu, "najvjerojatnije biti pogođeno (puno) jače nego što se očekivalo". Do tog datuma nijedan prognozer vremena nije predviđao da će Dorian pogoditi Alabamu, a osam ažuriranja predviđanja Nacionalnog centra za uragane tijekom prethodna 24 sata pokazalo je kako se Dorian kretao daleko od Alabame i kretao se uz atlantsku obalu. Trump se očito oslanjao na informacije stare nekoliko dana. Dvadeset minuta kasnije, ured Nacionalne meteorološke službe (NWS) u Birminghamu u Alabami objavio je tweet koji je izgleda proturječio Trumpu, rekavši da Alabamu "NEĆE pogoditi Dorian". Sljedećih dana Trump je više puta inzistirao da je bio u pravu u vezi s uraganom koji prijeti Alabami.
NOAA je 6. rujna objavio nepotpisanu izjavu kojom je podržao Trumpovu prvotnu tvrdnju da je Alabama meta oluje i kritizirao ured NWS-a u Birminghamu zbog negiranja. Kasnije je otkriveno da je NOAA-i naredio takvu izjavu Wilbur Ross, i da mu je vršitelj dužnosti šefa ureda Bijele kuće Mick Mulvaney rekao da NOAA podrži Trumpovu izvornu izjavu da uragan prijeti Alabami. Ovo izravno sudjelovanje Bijele kuće pokrenulo je pitanja o političkom utjecaju na NOAA-u i pod istragom je više agencija, uključujući vršitelja dužnosti glavnog znanstvenika NOAA-e, generalnog inspektora Odjela za trgovinu i odbora Zastupničkog doma koji nadgleda NOAA-u.

## Udari uragana i učinjena šteta
| Područje          | Područje          | Poginuli | Nestali | Izvor                |
| ----------------- | ----------------- | -------- | ------- | -------------------- |
| Mali Antili       | Mali Antili       | 0        | 0       |                      |
| Bahami            | Bahami            | 74       | 245     | [ 49 ] [ 50 ] [ 51 ] |
| Sjedinjene Države | Portoriko         | 1        | 0       | [ 52 ]               |
| Sjedinjene Države | Florida           | 6        | 0       | [ 53 ] [ 54 ]        |
| Sjedinjene Države | Georgia           | 0        | 0       |                      |
| Sjedinjene Države | Južna Karolina    | 0        | 0       |                      |
| Sjedinjene Države | Sjeverna Karolina | 3        | 0       | [ 55 ]               |
| Sjedinjene Države | Massachusetts     | 0        | 0       |                      |
| Sjedinjene Države | Maine             | 0        | 0       |                      |
| Kanada            | Kanada            | 0        | 0       |                      |
| Ukupno:           | Ukupno:           | 84       | 245     |                      |

### Karibi
Od 26. do 29. kolovoza Dorian je stvarao jake vjetrove i kišu širom istočnih Kariba. Na Barbadosu su vjetrovi dosezali 89 km/h, te rušili stabla i dalekovode. Izolirani prekidi napajanja dogodili su se na Svetoj Luciji; no nije bilo ljudskih žrtava. Na Martiniku su obilne kiše - dostigle vrhunac na 102 mm u Rivière-Pilote - i vjetrovi do 98 km/h nanijeli određenu štetu, iako je ukupna šteta bila zanemariva. Jaki pljuskovi u Dominiki ostavili su više zajednica bez struje i vode. Kiše su se širile prema sjeveru do Gvadalupe kada je palo 121 mm kiše u Matoubi. Djevičanske otoke Dorian je pogodio kao pojačani uragan, Dorian je u regiju donio jak vjetar i jake kiše. Otok Buck, južno od Saint Thomasa, doživio je vjetrove od 132 km/h i vršnog naleta 179 km/h. Udari vjetra na Saint Thomas dosegli su 121 km/h. Nestanci struje na otocima dogodili su se na Saint Thomasu i Saint Johnu, dok ih je bilo 25.000 klijenata izgubilo struju na Saint Croixu. Snažni vjetrovi oborili su drveće po otocima. Duž obale, više se čamaca slomilo s veza i ispralo na obalu. Poplave su se dogodile na Tortoli na Britanskim Djevičanskim otocima. Budući da se uragan pomaknuo prema sjeveroistoku nego što se u početku očekivalo, učinci u Portoriku bili su relativno mali. Muškarac u Bayamonu umro je kad je pao s krova pokušavajući očistiti odvode prije oluje.

### Bahami
Međunarodna federacija društava Crvenog križa i Crvenog polumjeseca (IFRC) izvijestila je da je na otoku Abaco oštećeno ili uništeno čak 13.000 domova. Također se vjeruje da su opsežne poplave uzrokovale kontaminaciju vodenih bunara morskom vodom, stvarajući hitnu potrebu za čistom vodom. Ukupna šteta u zemlji dosegla je 3,4 milijarde dolara. Šteta imovine iznosila je 2,5 milijardi dolara; nacija je pretrpjela 717 milijuna dolara ekonomskih gubitaka; i 221 milijun USD je bilo potrebno za uklanjanje smeća i čišćenje velikog izlijevanja nafte.
Dne 3. rujna, premijer Hubert Minnis izjavio je, "Naš će hitni zadatak biti osigurati hranu, vodu, sklonište, sigurnost i sigurnost. Dodatnu hranu sutra će dostaviti NEMA." Dalje je rekao da je Dorian "najveća nacionalna kriza u povijesti naše zemlje". Ujedinjeni narodi prognozirali su da će od subote, 7. rujna, najmanje 70 000 ljudi biti beskućnici na Grand Bahami i otocima Abaco.
U četvrtak, 12. rujna, na Bahamima se vodilo kao nestalima preko 1300 ljudi, što je broj koji je u prethodna dva tjedna naglo pao s 2500. 26. rujna broj nestalih na Bahamima smanjio se na 600, dok se službeni broj poginulih popeo na 56. Do veljače 2020. broj poginulih popeo se na 74; uključujući 63 u Abacu i 11 na Grand Bahami, a 282 osobe još uvijek se vode kao nestale.

## Nakon uragana
Bahamski premijer Hubert Minnis pohvalio je Sjedinjene Države što su nam "pomogle u svim našim potrebama". Predsjednik Donald Trump uvjeravao je bahamskog premijera u pomoć u naporima za pomoć. U rujnu 2019. predsjednik Donald Trump izjavio je da njegova administracija planira proširiti privremeno zaštićeni status na imigrante s Bahama pogođenih uraganom. Došlo je do zabune u izjavi, s vršiocem dužnosti povjerenika američke carine i zaštite granica Markom Morganom koji je izjavio da će SAD "... prihvatiti bilo koga iz humanitarnih razloga...". Ubrzo nakon svoje izjave Trump je izjavio da nikoga neće pustiti bez odgovarajuće dokumentacije, tvrdeći "... Bahami su imali strahovitih problema s ljudima koji odlaze na Bahame koji nisu trebali biti tamo" i potrebu da zaštiti SAD protiv članova bandi i dilera droge.
Brojne kruzerske linije su slale boce s vodom i obroke na Bahame. 7. rujna, brod Grand Celebration pomogao je dovesti više od 1100 evakuiranih osoba na Floridu. Tvrtka je u priopćenju za medije izjavila da je "linija za krstarenje provela gotovo cijeli dan raščišćavajući potencijalne evakuirane ljude, uključujući provjeru njihove dokumentacije o vizama i putovnicama". Royal Caribbean International također je pomogao dostaviti više od 43.000 boca vode i 10.000 obroka na Bahame.
Bahamski brgljez je izumro nakon što je Dorian napravio veliku štetu bahamskim borovinama.
Oko 300 vojnih osoba iz kanadskih oružanih snaga raspoređeno je na područje Halifaxa kako bi pomoglo u oporavku. Parkovi Kanade su procijenili da je 80 posto drveća u zapadnom dijelu Nacionalnog parka Otoka Princa Edwarda oboreno olujom, što je uzrokovalo 2 m obalne erozije. Sve javne škole u Novoj Škotskoj zatvorene su 9. i 10. rujna. Pučke škole zatvorene su preko Otoka Princa Edwarda 9. rujna, a većina je ponovno otvorena sljedeći dan.

## Rekordi
| Najintenzivniji atlantski uragani pri ulasku na kopno Intenzitet se mjeri isključivo pomoću srednjeg tlaka | Najintenzivniji atlantski uragani pri ulasku na kopno Intenzitet se mjeri isključivo pomoću srednjeg tlaka | Najintenzivniji atlantski uragani pri ulasku na kopno Intenzitet se mjeri isključivo pomoću srednjeg tlaka | Najintenzivniji atlantski uragani pri ulasku na kopno Intenzitet se mjeri isključivo pomoću srednjeg tlaka |
| Rank | Hurricane                                                                                                  | Season | Landfall pressure                                                                                          |
| --- | --- | --- | --- |
| 1 | Praznik Rada                                                                                               | 1935. | 892 mbar (hPa)                                                                                             |
| 2 | Camille | 1969. | 900 mbar (hPa)                                                                                             |
| 2 | Gilbert | 1988. | 900 mbar (hPa)                                                                                             |
| 4 | Dean | 2007. | 905 mbar (hPa)                                                                                             |
| 5 | "Kuba" | 1924. | 910 mbar (hPa)                                                                                             |
| 5 | Dorian | 2019. | 910 mbar (hPa)                                                                                             |
| 7 | Janet | 1955. | 914 mbar (hPa)                                                                                             |
| 7 | Irma | 2017. | 914 mbar (hPa)                                                                                             |
| 9 | "Kuba" | 1932. | 918 mbar (hPa)                                                                                             |
| 10 | Michael | 2018. | 919 mbar (hPa)                                                                                             |
| Izvori: HURDAT, AOML/HRD, NHC                                                                              | | | |

Uz zabilježene vjetrove od 295 km/h, Dorian je najjači zabilježeni uragan koji je pogodio Bahame otkad se vode zapisi od 1851.
Dorian se izjednačio s uraganom na Praznik rada 1935. godine za najbrže vjetrove na kopnu u Atlantskom uraganu; po istoj metrici, ujedno je i najjači atlantski uragan još od Wilme 2005. godine. Kod tlaka, to je bio peti uragan s najnižim tlakom pri udaru na kopno. Dorian je jedan od samo dva uragana 5. kategorije koji je pogodio otoke Abaco, drugi se dogodio 1932. godine i jedina je zabilježena oluja koja je zahvatila Grand Bahamu.
Uz to, Dorian je imao najjače zabilježene vjetrove od svih atlantskih uragana zabilježenih na zemljopisnoj širini (26,6° S), i bio je najjači atlantski uragan ikad otkriven izvan tropskog područja, nadmašivši uragan Irmu. Dorian je također prešao najmanju udaljenost u 24-satnom razdoblju zabilježenom za veliki atlantski uragan još od uragana Betsy 1965. godine. Oluja je zahvatila i jedno kopneno područje kao uragan 5.  kategorije najdulje trajanje zabilježeno u atlantskom bazenu, a dijelovi Dorianovih očnih zidova udarali su na otoke Abaco i Grand Bahamu s vjetrovima uragana 5. kategorije oko 22 sata.

Uz Doriana i uragan iz 1935. godine, samo su još dva uragana na Atlantiku dosegnula brzinu vjetra od 295 km/h. Bili su to uragan Gilbert (1988.) i Wilma (2005.) Najjača brzina vjetra od 305 km/h je izmjerena u uraganu Allen 1980. godine. Međutim Allen tom snagom nije pogodio kopno.

## Galerija slika
- Kompozit uragana Dorian 2019. od pojačavanja do ulaska na kopno.
- Ukupna količina kiše.
- Učinjena šteta na otoku Abaco.
- Šteta u Hope Townu, Bahami.
- Dorian iznad Bahama i desno od Floride.
- Građevinska dizalica leži na zgradi u ulici South Park u Halifaxu, Nova Škotska, Kanada, nakon što se srušila 7. rujna 2019.
- Animacija kretanja uragana.